# Paul-Henri Lanjuinais
Pour les autres membres de la famille, voir Famille Lanjuinais.
Paul Henri, 3e comte Lanjuinais (24 juillet 1834 à Paris - 2 février 1916 à Bignan, Morbihan), est un homme politique français.

## Biographie
Paul-Henri Lanjuinais est fils du comte Paul-Eugène Lanjuinais, membre de la Chambre des pairs, et petit-fils du conventionnel Jean-Denis Lanjuinais, professeur de droit et avocat rennais qui fait une longue carrière parlementaire, de 1789 à sa mort en 1827.
Il entre à l'École de Saint-Cyr (1852-1854, promotion « de l'Empire »), en sort comme officier de cavalerie, et fait, comme sous-lieutenant de hussards, la guerre de Crimée.
Il donne sa démission en 1863 pour passer une licence de droit.

### Un notable morbihanais
Après la guerre de 1870, durant laquelle il reprend du service avec le grade de capitaine, il est élu maire de Roézé dans le département de la Sarthe, puis de Bignan en 1881 jusqu’en 1916, année de sa mort.
À ce second mandat municipal, s’ajoutent celui de député de la circonscription de Pontivy, de 1881 à 1914, celui de conseiller général du canton de Saint-Jean-Brévelay, de 1882 à sa mort. Président du conseil général du Morbihan de 1901 à 1913, il est président du groupe monarchiste à la Chambre des députés.
Homme de culture, il préside aussi la société des bibliophiles bretons, ainsi que l'Association bretonne.
Le 27 avril 1872, Paul Henri Lanjuinais achète, à son cousin Louis Albert Henri de Janzé (petit-fils de Louis Henri de Janzé), le domaine de Kerguéhennec, d’une superficie de 1 630 hectares. Dès son installation, il s'applique à embellir le château et le parc et entreprend d'importants travaux de réaménagement. Pour cela, il fit appel à un architecte parisien, Ernest Trilhe, spécialisé dans la restauration. C'est le comte de Lanjuinais qui fait aménager, en 1872, le parc de 170 hectares par le paysagiste suisse Denis Bühler, auteur en 1854, avec son frère Eugène, du parc de la Tête d'or à Lyon.

### Premier passage à la Chambre (1881-1898)
Ses opinions monarchistes le désignent, le 21 août 1881, aux suffrages des conservateurs de la 1re circonscription de Pontivy : élu député par 7 042 voix (11 992 votants, 15 352 inscrits), contre Louis Joachim Le Maguet, républicain, député sortant, il prend place à l'extrême droite, voit son élection validée (1882) après enquête, et ne tarde pas à se signaler parmi les plus ardents adversaires du gouvernement de la République.
M. Lanjuinais prend part à un certain nombre de discussions : sur l'enseignement primaire, sur les conventions avec les compagnies de chemins de fer, et principalement sur les questions concernant l'armée et le budget de la guerre. Il vote contre les divers ministères qui se succèdent aux affaires, se prononce contre les crédits de l'expédition du Tonkin, etc., et, porté, le 4 octobre 1885, sur la liste monarchiste du Morbihan, est réélu, le 4e sur 8, député de ce département.
Il reprend sa place à la droite monarchiste, continue son opposition au régime, vote contre l'expulsion des princes (loi d'exil de 1886), contre la politique extérieure et intérieure du gouvernement, et, à la fin de la législature, contre le rétablissement du scrutin d'arrondissement (11 février 1889), pour l'ajournement indéfini de la révision de la Constitution, contre les poursuites contre trois députés membres de la Ligue des patriotes, contre le projet de loi Lisbonne restrictif de la liberté de la presse, contre les poursuites contre le général Boulanger. 
Le 22 septembre 1889, dans la 1re circonscription de Pontivy, Lanjuinais est réélu avec 7 810 voix sur 12 644 votants.
À la Chambre, il devient membre de la commission de l'armée et d'une commission spéciale pour les problèmes postaux.
Appartenant à la droite royaliste - il est vice-président, puis président du groupe, il est un adversaire déclaré des institutions républicaines, de l'enseignement laïque obligatoire (lois Jules Ferry), de l'impôt sur le revenu et sur la rente.
Il est réélu avec 6 995 voix sur 12 766 votants le 20 août 1893, dans la même circonscription. Il devient membre de diverses commissions en plus de celle de l'armée. En particulier il est élu membre de la commission d'enquête sur le scandale de Panamá. Ses interventions sont nombreuses (législation électorale, état de la marine, répression des menées anarchistes, régime fiscal des successions…).

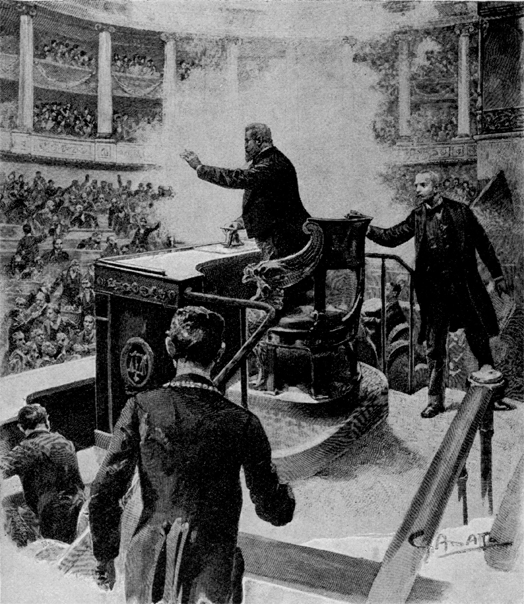
Reconstitution de l'attentat 9 décembre 1893, illustration parue dans Le Petit Parisien.

Le 9 décembre 1893, vers 16 h 0, l'anarchiste Auguste Vaillant lance une bombe de forte puissance dans l'hémicycle du palais Bourbon.

« La bombe a été lancée de la seconde tribune publique située à la droite du président de la Chambre, au deuxième étage, et a éclaté à la hauteur de la galerie du dessous, emportant dans un immense tourbillon tout ce qu'elle rencontrait devant elle. Plusieurs députés ont été renversés ; l'abbé Lemire est projeté sur le sol, il est atteint par un projectile derrière la tête et reçoit une blessure profonde. D'autres députés sont blessés : MM. de Lanjuinais, Leffet, le baron Gérard, Sazenove de Pradine, de Montalembert, Charpentier, de Tréveneue. On les entoure, on les emporte dans les bureaux pour leur donner les premiers soins. M. Ch. Dupuy, au fauteuil, a eu le cuir chevelu déchiré par un clou. »

— Le Figaro, 10 décembre 1893.

### Second passage à la Chambre (1899-1914)
Antidreyfusard, battu le 8 mai 1898 par Langlais, qui obtient 6 803 voix contre 6 775 à lui-même, il se présente à l'élection du 22 janvier 1899, après l'annulation de l'élection de Langlais et l'emporte cette fois facilement contre son adversaire avec 8 139 voix sur 13 696 votants, contre 5 514 voix pour son adversaire, après une intense campagne électorale où le clergé local le soutient avec vigueur et en raison de nombreuses pressions exercées sur les électeurs. Membre de diverses commissions, il intervient notamment à propos du projet et des propositions de loi concernant le contrat et le droit d'association.
Le 27 avril 1902, il est réélu avec 8 053 voix sur 11 958 votants contre 269 voix seulement pour Le Bouédec, dès le premier tour. Dans son programme électoral, il manifeste l'espoir de voir la France « ouvrir les yeux » et se débarrasser d'un gouvernement qui, disait-il, « la mène à la ruine matérielle et morale ». Il prit la parole en séance publique en ce qui concerne la séparation des Églises et de l’État, l'assistance aux vieillards, l'enseignement congréganiste.
Le 6 mai 1906, il bat Le Floch avec 9 658 voix sur 13 308 votants, contre 2 591. Président de nombreux bureaux, il ne fait partie d'aucune commission. Il est entendu notamment lors de la discussion du budget sur l'exercice public des cultes. Son activité parlementaire s'est beaucoup réduite. « Sans doute se sentait-il impuissant devant l'œuvre de ce qu'il appelait « le bloc maudit », « cette secte impie et antinationale » ».

Le 24 avril 1910, il obtient 7 047 voix sur 14 250 votants. Langlais, son ancien adversaire, a 6 386 voix. Il n'intervient qu'une seule fois en séance publique (à propos des vieux ouvriers, en 1911) et ne dépose qu'une proposition de loi d'intérêt local. Dans sa profession de foi, on sent percer une certaine lassitude. Il écrit en substance : 

« … Depuis 29 ans, mes amis et moi n'avons cessé de lutter pour empêcher nos ennemis de déchristianiser la France, en vain. »

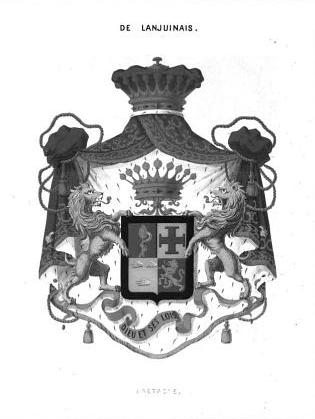
Armes de la famille Lanjuinais.

Il ne se représente pas aux élections de 1914, laissant son siège à son gendre, Arthur Espivent de La Villeboisnet, et meurt le 2 février 1916, dans sa 82e année, à Bignan.

## Ascendance et postérité
Unique fils de Paul Eugène, 2e comte Lanjuinais, né de son second mariage avec Marie Louise Eugénie de Janzé (12 janvier 1810 - Paris † 13 janvier 1861 - Paris), fille d'Henri, comte de Janzé (1784-1869) et petite-fille de Bigot de Préameneu, Paul-Henri Lanjuinais se maria aussi deux fois : (1°) en 1864, avec Louise Pillet-Will (1839-1870), fille du comte Michel Frédéric Pillet-Will (1781-1860) ; puis (2°) le 12 février 1873 avec Marie-Alexandrine de Boisgelin (1849-1906), fille de Bruno (1828-1895), 4e marquis de Boisgelin (1866).
- De ses deux unions, il eut :

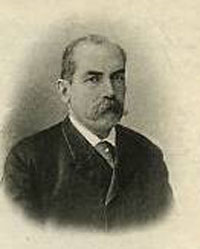
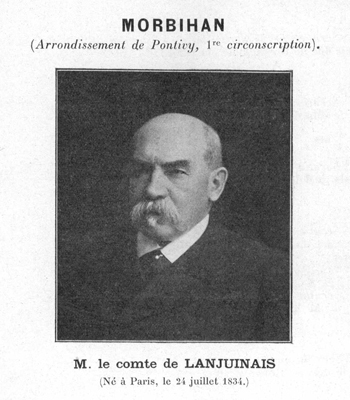

  - (1°) Robert Louis Victor (29 aout 1864 -  24 février 1877)
  - (1°) Marie Julie Louise (23 octobre 1865 - Paris IXe † 16 novembre 1949 - Ouzouer-sur-Trézée), mariée, le 9 janvier 1886 à Paris Ier, avec Louis d'Harcourt-Olonde (1856-1946), chef d'escadron, homme de lettres, officier de la Légion d'honneur, dont postérité ;
  - (2°) Marie Louise Isabelle, mariée avec Arthur Emmanuel Joseph Espivent de la Villesboisnet (1872-1939), député du Morbihan, dont postérité ;
  - (2°) Aimée Anne Marie Louise (24 juin 1877 - Paris † 6 mars 1963 - Nantes), mariée, vers 1900, avec Edouard M Charles Patrice Robert de Goulaine (né en 1873), dont postérité ;
  - (2°) Marie Marguerite Elisabeth Alexandrine (8 septembre 1879 - Bignan † 22 juin 1971 - Les Ormes, Vienne), mariée, le 19 février 1901, avec Marc-Pierre de Voyer de Paulmy, comte d'Argenson (1877-1915), député de la Vienne, dont postérité.